# Гелбер, Бьянка
Бьянка Флорентина Гелбер (рум. Bianca Florentina Ghelber; род. 1 июня 1990, Роман, Нямц), в девичестве Перие (рум. Perie) — румынская легкоатлетка, специалистка по метанию молота. Выступает на профессиональном уровне с 2004 года, чемпионка Европы, победительница юношеских и юниорских чемпионатов мира, многократная чемпионка Балкан и Румынии, участница четырёх летних Олимпийских игр.

## Биография
Бьянка Перие родилась 1 июня 1990 года в городе Роман, жудец Нямц. Занималась лёгкой атлетикой в Бакэу и Бухаресте, представляла клубы SCM Bacau и CSA Steaua Bucuresti соответственно. Была подопечной чемпионки мира Михаэлы Мелинте.
Первого серьёзного успеха на международном уровне добилась в сезоне 2005 года, когда вошла в состав румынской сборной и выступила на юношеском мировом первенстве в Марракеше, где в зачёте метания молота превзошла всех соперниц.
В 2006 году выиграла метание молота на юниорском мировом первенстве в Пекине.
В 2007 году стала второй в молодёжной категории на Кубке Европы по зимним метаниям в Ялте, победила на юношеском мировом первенстве в Остараве, на юниорском европейском первенстве в Хенгело. На чемпионате мира в Осаке в финал не вышла.
В 2008 году была лучшей на юниорском мировом первенстве в Быдгоще. Благодаря череде успешных выступлений удостоилась права защищать честь страны на летних Олимпийских играх в Пекине — на предварительном квалификационном этапе программы метания молота показала результат 68,21 метра, чего оказалось недостаточно для выхода в финал.
В 2009 году заняла второе место в молодёжной категории на Кубке Европы по зимним метаниям в Пуэрто-де-ла-Крусе, одержала победу на юниорском европейском первенстве в Нови-Саде. Будучи студенткой, представляла Румынию на Всемирной Универсиаде в Белграде, где в своей дисциплине стала шестой. Также в этом сезоне отметилась выступлением на чемпионате мира в Берлине, выиграла серебряную медаль на Франкофонских играх в Бейруте.
На чемпионате Европы 2010 года в Барселоне показала в финале четвёртый результат.
В 2011 году выиграла молодёжный зачёт Кубка Европы по зимним метаниям в Софии, победила на молодёжном европейском первенстве в Остраве, взяла бронзу на Всемирной Универсиаде в Шэньчжэне, стала шестой на чемпионате мира в Тэгу.
В 2012 году была лучшей среди молодёжи на Кубке Европы по зимним метаниям в Баре, тогда как на чемпионате Европы в Хельсинки закрыла десятку сильнейших. Принимала участие в Олимпийских играх в Лондоне — здесь метнула молот на 68,34 метра и вновь в финал не вышла. По итогам сезона Румынской легкоатлетической федерацией признана лучшей спортсменкой года, удостоилась звания почётного гражданина города Роман.
В 2013 году заняла пятое место на Всемирной Универсиаде в Казани, 11-е место на чемпионате мира в Москве, получила серебро на Франкофонских играх в Ницце.
На чемпионате Европы 2014 года Цюрихе стала седьмой.
В 2017 году превзошла всех соперниц на Франкофонских играх в Абиджане, выступила на чемпионате мира в Лондоне.
На чемпионате Европы 2018 года в Берлине метала молот уже под фамилией Гелбер, в финал не вышла.
На чемпионате мира 2019 года в Дохе так же не смогла выйти в финал.
В 2021 году на Олимпийских играх в Токио в финале метания молота с личным рекордом 74,18 стала шестой.
В 2022 году была шестой на чемпионате мира в Орегоне, завоевала золотую награду на чемпионате Европы в Мюнхене.
В 2023 году была второй на Кубке Европы по метаниям в Лейрии, победила на Франкофонских играх в Киншасе, заняла седьмое место на чемпионате мира в Будапеште.
В 2024 году показала второй результат на Кубке Европы в Лейрии, выступила на чемпионате Европы в Риме, где, несмотря на статус действующей чемпионки, не смогла даже выйти в финал. Участвовала в Олимпийских играх в Париже — в финале метнула молот на 72,36 метра, став девятой.